# Liste de personnalités liées à Versailles
Liste non exhaustive de personnalités liées à la ville française de Versailles.

## Les seigneurs de Versailles

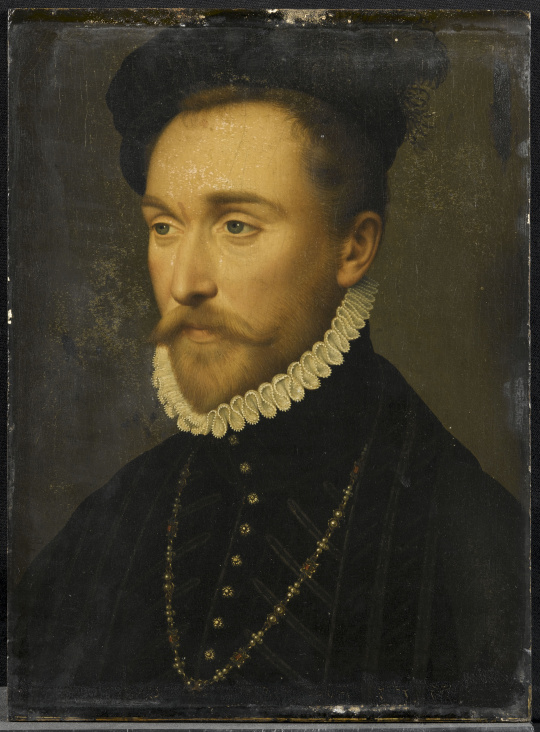
Albert de Gondi (attribué à Jean Decourt, musée Condé, Chantilly).

- Martial de Loménie, conseiller et secrétaire des finances de Charles IX. Huguenot, il fut massacré lors de la Saint-Barthélémy probablement sur l'instigation d'Albert de Gondi, déjà seigneur de Villepreux et Bailly, qui convoitait son domaine[1].
- Albert de Gondi (1522-1602), duc de Retz, maréchal de France.
- Jean-François de Gondi (1584-1654), fils du précédent, premier archevêque de Paris et dernier seigneur de Versailles.
- Anselme Petit de Lavaux (1371-1464), humaniste, il s’est marié avec Jacquette de Sancey.

## Les rois et membres de la famille royale
- Louis XIII (1601-1643), fit construire en 1624 un premier pavillon de chasse à Versailles, et devient le seigneur de Versailles en rachetant le domaine à Jean-François de Gondi en 1631[2].
- Louis XIV (1638-1715), né à Saint-Germain-en-Laye, roi de France de 1661 à 1715, mort à Versailles de gangrène le 1er septembre 1715. Il fit agrandir le château, d'abord consacré à des fêtes, à partir de 1668, avant d'y transférer la cour en 1682, faisant de Versailles la capitale du royaume.

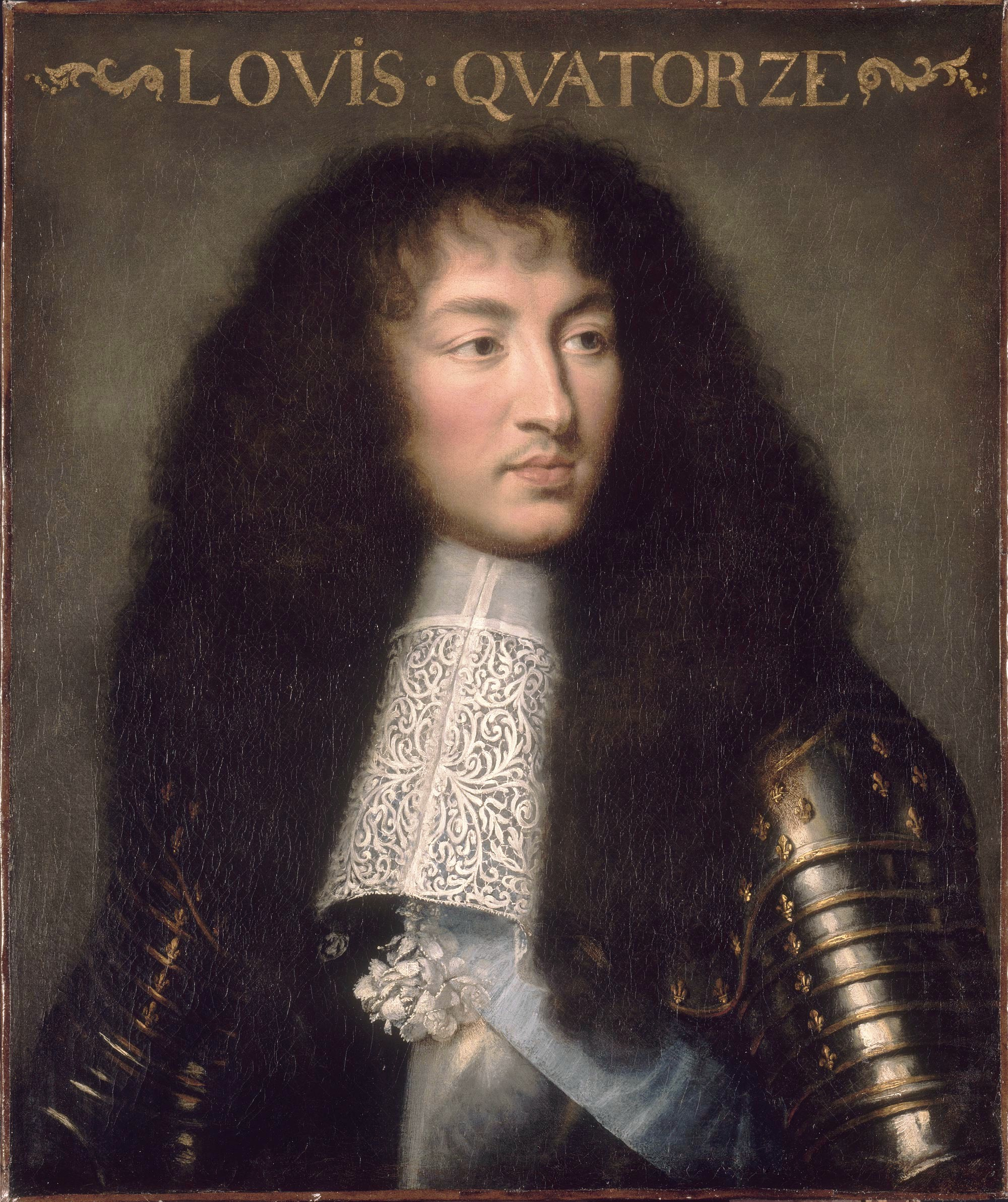
Le roi Louis XIV par Le Brun, 1661 (château de Versailles).

- Louis XV (1710-1774), né à Versailles, roi de France de 1715 à 1774. Il fit revenir la Cour à Versailles en 1722 et fit construire le Petit Trianon pour Madame de Pompadour. Il est mort de la variole au château de Versailles le 10 mai 1774.
- Louis XVI (1754-1793), né à Versailles, roi de France de 1774 à 1791 puis roi des Français de 1791 à 1792. Il fut contraint par la foule de quitter Versailles pour les Tuileries le 5 octobre 1789.
- Louis XVII (1785-1795) est né à Versailles le 27 mars 1785.
- Louis XVIII (1755-1824), né à Versailles, roi de France d'avril 1814 à mars 1815 et de 1815 à 1824. Il passa son enfance au château de Versailles.
- Charles X (1757-1836), né à Versailles, roi de France de 1824 à 1830.
- Madame de Pompadour (1721-1764), favorite de Louis XV, morte à Versailles.
- Élisabeth de France (1764-1794), sœur de Louis XVI, est née à Versailles et y a vécu toute sa vie. Mourut guillotinée à Paris.
- Marie-Thérèse de France (1778-1851) née à Versailles le 17 décembre 1778, Reine de France et de Navarre, duchesse d'Angoulême et dauphine de France.
- Marie-Sophie-Béatrice de France, née et décédée à Versailles, le 9 juillet 1786 et le 19 juin 1787, fille de Louis XVI

L'orangerie du domaine de « Madame Élisabeth » a été acquise par le conseil général des Yvelines en 1997 et transformée en espace d'expositions.
- Agathe de Rambaud (1764-1853), femme de chambre de la reine Marie-Antoinette, est née et s'est mariée à Versailles. Elle a élevé le Dauphin de sa naissance à son emprisonnement.

## Personnalités politiques, ecclésiastiques et militaires
- François de Reynold (1642-1722), militaire et homme politique français et suisse, mort à Versailles.
- Louis Surreau de Calbecq (1728- ?), général de brigade de la Révolution française né à Versailles.
- Louis Jacques Ruelle de Santerre (1739-1802), général de brigade de la Révolution et de l'Empire.
- Georges Philippe Saboureux de Fontenay (1742-1806), général de brigade de la Révolution française.
- François Louis Antoine (1744-1837), général de brigade de la Révolution française, né à Versailles, mort à Paris.
- André Mouret (1746-1818), général de division de la Révolution et de l'Empire.
- Anne Charles Basset de Montaigu (1751-1821), général de division de la Révolution et de l'Empire, né à Versailles.
- Louis-Alexandre Berthier (1753-1815), maréchal d'Empire, chef d'état-major de la Grande Armée de Napoléon, né à Versailles.
- Mathieu Péalardy (1753-1836), général de division de la Révolution et de l'Empire, mort à Versailles.
- Arnaud-Ferdinand de La Porte (1756-1824) évêque du diocèse de Carcassonne (1802-1824), né à Versailles.
- César Berthier (1765-1819), général de division de la Révolution et de l'Empire, frère cadet du maréchal Berthier, né à Versailles et mort au château de Grosbois à Boissy-Saint-Léger.
- Georges Frédéric Dentzel (1755-1828), pasteur luthérien (aumônier d'un régiment du corps expéditionnaire de Rochambeau pendant la guerre d'indépendance américaine), puis homme politique français (député à la Convention nationale) et officier de l'armée française (maréchal de camp), titré baron par Napoléon Ier, mort le 7 mai 1828 à Versailles, inhumé au cimetière Notre-Dame de Versailles.

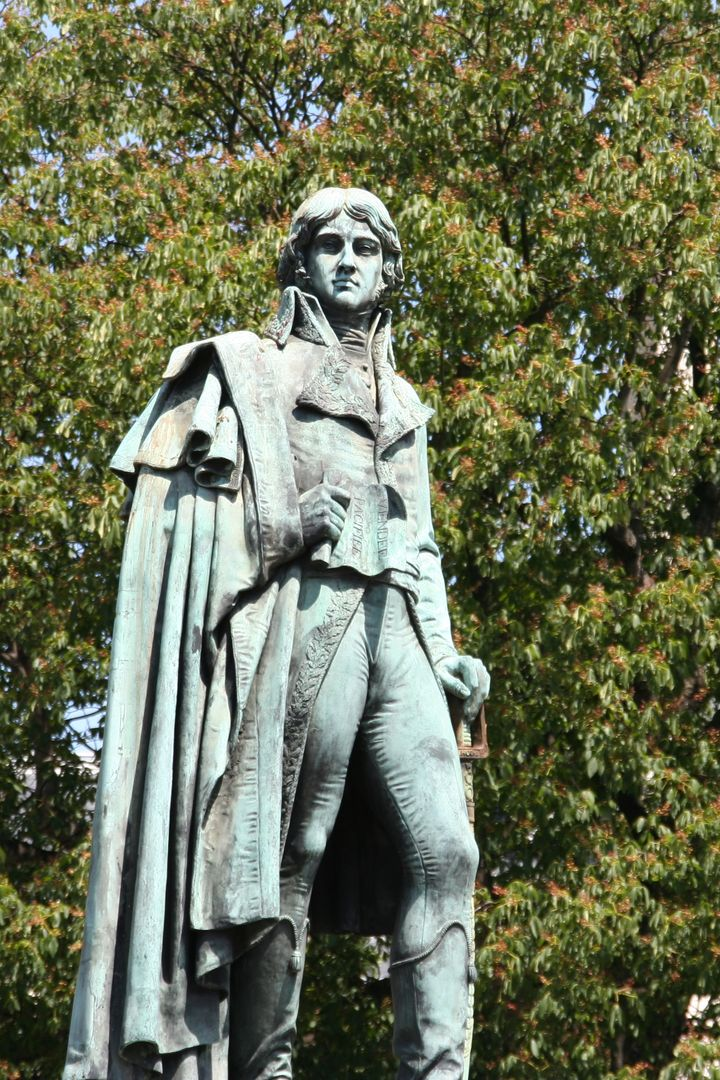
Lazare Hoche, statue à Versailles.

- Hyacinthe Richaud (1757-1822), maire de Versailles en 1791, député à la Convention Nationale et au Conseil des Cinq-Cents.
- Lazare Hoche (1768-1797), général de la Révolution qui s'illustra notamment dans la guerre de Vendée, né à Versailles dans le quartier de Montreuil. Sa statue, œuvre du sculpteur Philippe-Henri Lemaire, érigée place Hoche en 1836, a été coulée dans le bronze des canons pris au dey d'Alger[3]
- Jean-Baptiste Gabriel Merlin (1768-1842), général de brigade de la Révolution et de l'Empire.
- Philippe Christophe de Lamotte-Guéry (1769-1848), général de brigade de la Révolution et de l'Empire mort à Versailles.
- Louis Stanislas Xavier Soyez (1769-1839), général de brigade de la Révolution et de l'Empire né à Versailles.
- Nicolas-François Christophe (1770-1839), général de brigade de la Révolution et de l'Empire mort à Versailles.
- Victor Léopold Berthier (1770-1807), général de division de la Révolution et de l'Empire, frère du maréchal Berthier, né à Versailles et mort à Paris.
- Antoine Michaux (1770-1847), général de brigade de la Révolution, de l'Empire et de la Restauration, né à Courmont (Aisne), mort à Versailles.
- Éloi Charles Balathier de Bragelonne (1771-1830), général de brigade de la Révolution et de l'Empire, né à Bastia, mort à Versailles.
- Armand Louis Amélie Millet de Villeneuve (1772-1840), général de division de la Révolution et de l'Empire, mort à Versailles.
- Charles d'Hozier (1775-1846), juge d'armes de France, mort à Versailles le 24 août 1846.
- Olivier Le Clerc de Juigné (né à Versailles le 30 juillet 1776-1831), homme politique français du XIXe siècle.
- Jean-Baptiste Pelletier (1777-1862), général de division de la Révolution et de l'Empire, mort à Versailles.
- Charles Martigue (né à Versailles le 10 avril 1777-1825), militaire
- César Laurent de Chastellux (né à Versailles le 14 février 1780-1854), général et homme politique français du XIXe siècle.
- Charles d'Escorches de Sainte-Croix (1782-1810), général de brigade de la Révolution et de l'Empire, comte d'Empire, tombé au champ d'honneur, né à Versailles.
- François Charles Jean Pierre Marie d'Avrange d'Haugéranville (1782-1817), général français de la Révolution et de l’Empire, né à Versailles, mort à Paris.
- Gaspard Gourgaud (1783-1852), général de brigade de la Révolution et de l'Empire, né à Versailles.
- Auguste de Rambaud (1786-1834), commissaire des guerres, secrétaire intime du prince de Poix.
- Philippe Louis Marc Antoine de Noailles (1752-1819), gouverneur de la maison royale de Versailles et de Trianon, lieutenant-général, marguillier d'honneur de la paroisse de Saint-Louis et secrétaire général du gouvernement de Versailles de 1814 à 1819.
- Ali, Louis Étienne Saint-Denis (1788-1856), dit le Mamelouk de Napoléon, né à Versailles.
- Auguste Warnier (1810-1875), député d'Alger, mort à Versailles le 15 mars 1875.
- Armand-Octave-Marie d’Allonville (1809-1867), général et sénateur français, mort à Versailles.
- François Achille Bazaine (1811-1864), né à Versailles en 1811, maréchal de Napoléon III ; il fut jugé au Grand Trianon en 1873.
- Théodore-Augustin Forcade (1816-1885), vicaire apostolique de Tokyo (Japon) de 1846] à 1842, puis évêque de Basse-Terre (Guadeloupe) de 1853 à 1860, évêque de Nevers de 1860 à 1873 et enfin archevêque d'Aix-en-Provence de 1873 à 1885.
- Philémon Deroisin (1825-1910), maire de Versailles de 1879 à 1888.
- Alexandre Millerand (1859-1943), président de la République de 1920 à 1924 ; a vécu à Versailles de 1910 jusqu'à sa mort le 6 avril 1943[4].
- Louis Bernard (1864-1955), École polytechnique, 1884, général de division, participa activement à la guerre de 1914-1918 ; mort à Versailles, son corps repose au cimetière des Gonards.
- Colonel Charles-Émile Bertin (1871-1959), adjoint au maire de Versailles à compter du 17 février 1942, spécialiste éminent du Japon Meiji, fils de l'illustre Émile Bertin, mort à Versailles.
- Jacques Bardoux, né à Versailles en 1874, sénateur du Puy-de-Dôme de 1938 à 1944 et député du Puy-de-Dôme de 1946 à 1956 ; son petit-fils Valéry Giscard d'Estaing, a été président de la République de 1974 à 1981.
- Amiral Hervé de Penfentenyo (1879-1970), grand-croix de la Légion d'honneur, mort à Versailles
- Colonel Eugène Le Boëtté (1879-1978), commandeur de la Légion d'honneur ; une plaque en son hommage est apposée sur la façade de l’hôtel de ville de Versailles[5]
- Cardinal Pierre Gerlier (1880-1965), né à Versailles, archevêque de Lyon (1937-1965).
- Cardinal Paul Richaud (1887-1968), né à Versailles, arrière-petit-fils de Hyacinthe Richaud, maire de Versailles en 1791, évêque de Laval (1938-1950), archevêque de Bordeaux (1950-1968).
- André Mignot, né à Versailles en 1915, mort à Versailles en 1977, avocat, maire de Versailles de 1947 à 1977 ; il a donné son nom au centre hospitalier de Versailles-Le Chesnay avec l'hôpital Richaud à Versailles et la maison Despagne à Versailles.
- Jacques-Henri Droz, maire de Versailles entre 1963 et 1972.
- André Damien, né à Paris en 1930, avocat, président de l'Académie des sciences morales et politiques depuis 2006, maire de Versailles de 1977 à 1995.
- Étienne Pinte, né en 1939 à Ixelles (Belgique), député de Versailles de 1978 à 2012, maire de Versailles de 1995 à 2008.
- Joëlle Mélin (1950-), femme politique née à Versailles, députée européenne
- Denis Coiffet (1952-2015), prêtre catholique français, cofondateur de la FSSP, mort à Versailles.
- François de Mazières (1960-), haut fonctionnaire, maire de Versailles depuis 2008 et député de Versailles depuis 2012
- Thierry Scherrer (1959-), évêque de Perpignan, né à Versailles.

## Artistes, écrivains et sportifs

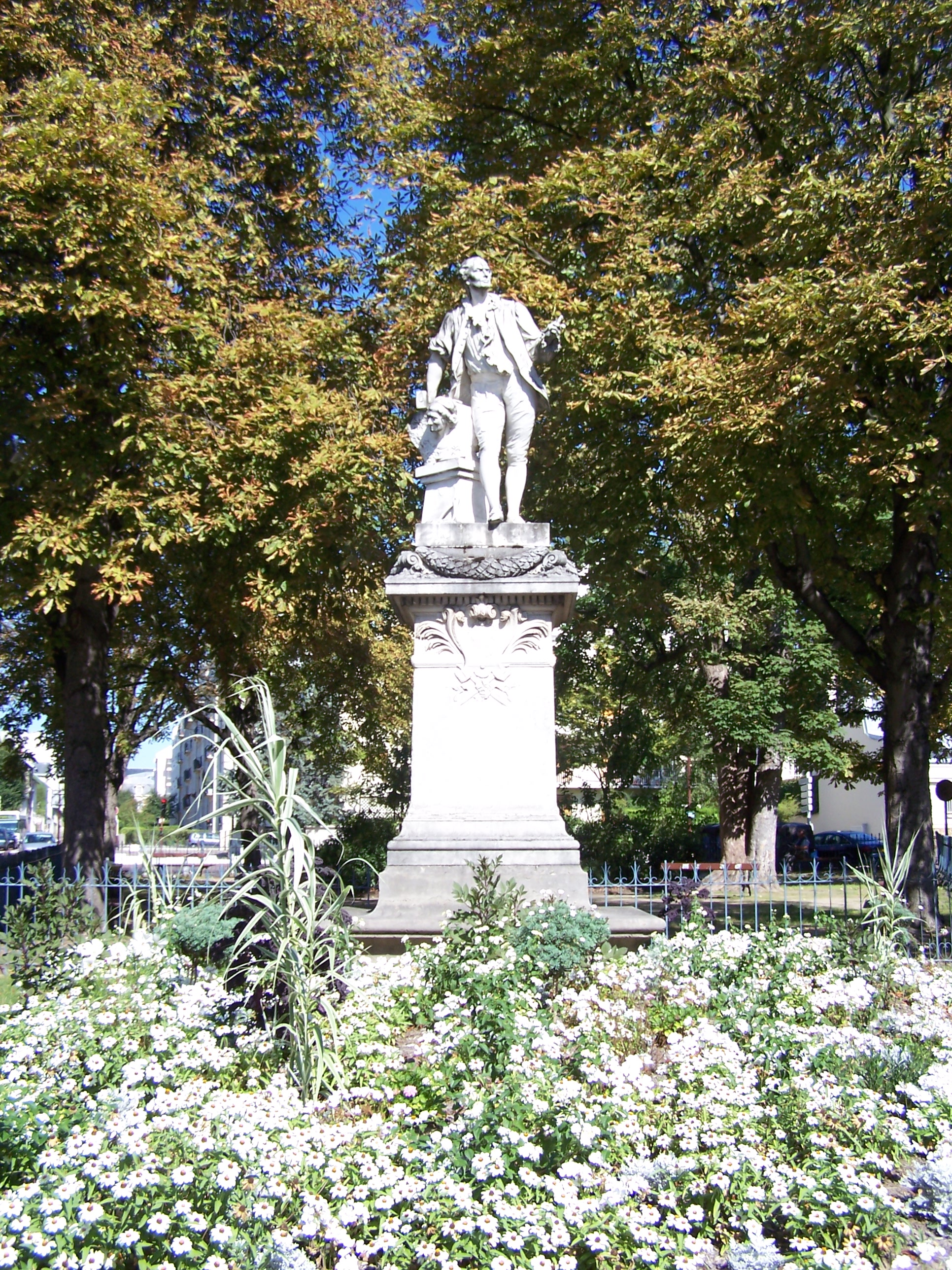
Statue de Houdon à Versailles.

- Michel-Richard de Lalande (1657-1726), organiste et compositeur, musicien officiel de Louis XIV, qui fut notamment maître de la Chapelle royale et surintendant de la musique de la chambre, qui est mort à Versailles.
- André Campra (1660-1744), compositeur, maître de la chapelle royale, directeur de l'Opéra, mort à Versailles le 29 juin 1744.
- Esprit Antoine Blanchard, (1696-1770), musicien, compositeur, maître de la Chapelle royale à partir de 1738, mort à Versailles le 10 avril 1770.
- Mademoiselle Montansier (1730-1820), comédienne et directrice de théâtre, qui fit construire le théâtre Montansier, inauguré en 1777.
- Jean-François Ducis (1733-1816), poète, né et mort à Versailles, connu pour ses adaptations de pièces de Shakespeare, qui fut élu à l'Académie française au fauteuil de Voltaire en 1778[6].
- Jean-Antoine Houdon (1741-1828), le « sculpteur des Lumières », né à Versailles où il passa une grande partie de sa jeunesse. Le musée Lambinet porta son nom de sa création en 1922 jusqu'à son transfert dans ses locaux actuels en 1929[7].

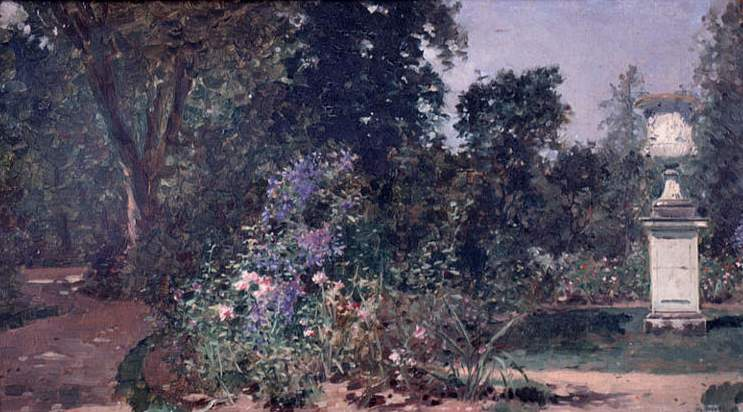
Versailles, le jardin du Roi par Madrazo, 1914-1920, huile sur toile,, Musée Lambinet.

- Étienne de Jouy (1764-1846), militaire, écrivain, chroniqueur, librettiste, né à Versailles et à la vie singulière et romanesque, qui fut élu à l'Académie française en 1815[8].
- Édouard Louis Dubufe, (1819-1883), artiste peintre, portraitiste de grand renom sous le Second Empire, inhumé au cimetière de Notre-Dame à Versailles.
- Ferdinand Carlier (1829-1893), photographe, membre de la Société française de photographie (1859-1864)[9] et photographe de l'École des beaux-arts de Paris en 1860, né à Versailles[10].
- Raimundo de Madrazo y Garreta (1841-1920), peintre réaliste et portraitiste espagnol, qui s'est installé en 1914 à Versailles où il est mort six ans plus tard.
- Camille Auguste Mercier (1848-1881), organisateur de la Bibliothèque populaire de Versailles.
- Georges-Antoine Rochegrosse (1859-1938), peintre né à Versailles le 2 août 1859.
- Maurice Chabas (1862-1947), peintre symboliste français, amateur d'astronomie et de spiritisme, décédé à Versailles.
- Max Touret (1872-1963), ingénieur et peintre français, né à Versailles.
- Marguerite Delaroche (1873-1963), peintre, morte à Versailles.
- Adrienne Jouclard (1882-1972), artiste peintre, vécut à Versailles.
- René Aubert (né à La Loupe en 1894, mort à Versailles en 1977), peintre.
- René Thomsen (né à Paris en 1897, mort à Versailles en 1976), peintre.
- Pierre Boudet (1915-2011), peintre né à Versailles.
- Ralph Messac (1924-1999), journaliste et avocat, né à Versailles le 8 septembre 1924.
- Maurice Rocher, né en 1918 à Évron (Mayenne), décédé à Versailles le 12 juillet 1995, est un artiste peintre.
- Boris Vian (1920-1959), écrivain, a étudié au lycée Hoche jusqu'en 1935
- Michel Lefebvre, né le 1er octobre 1930 et décédé le 27 octobre 2012, à Versailles. Fils de Henri Lefebvre (1905-1973) libraire éditeur. Artiste peintre figuratif, spécialiste du trompe-l’œil, mais aussi natures mortes, paysagiste, aquarelles et huiles, graveur (pointes sèches et eaux-fortes), illustrateur... Peinture présente au Musée Lambinet. Membre de l'Académie de Versailles.
- Stéphane Audran (née en 1932 à Versailles), actrice de cinéma. Elle décède le 27 mars 2018 à Neuilly.
- Jean-Pierre Desthuilliers (né le 22 octobre 1939 à Versailles, rue de l'Union), écrivain.
- Areski Belkacem (né en 1940 à Versailles), compositeur, musicien, comédien, chanteur français.
- Odile Duboc (née en 1941 à Versailles, décédée le 22 avril 2010), danseuse et chorégraphe.
- Olivier Mérijon (né en 1951 à Versailles), artiste plasticien.
- Boris Williams (né le 24 avril 1957 à Versailles), batteur du groupe The Cure de novembre 1984 à juillet 1994.
- Denis Podalydès (né en 1963 à Versailles), scénariste, acteur, metteur en scène français.
- Michel Gondry (né en 1963 à Versailles), réalisateur français de cinéma et musicien.
- Jean-Benoît Dunckel (né en 1969 à Versailles), musicien, membre du groupe Air.
- Stéphane Nomis (né en 1970 à Versailles), ancien judoka international.
- Sophie Loizeau (née en 1970), poète, écrivain
- Anne-Véronique Herter (née en 1973),  écrivain
- Mabrouk El Mechri, né en 1976 à Versailles, réalisateur, scénariste et acteur français d'origine tunisienne.
- Fuzati (né en 1980 à Versailles), membre du groupe de rap Klub des loosers.
- Christian Mazzalai, Deck D'Arcy et Thomas Mars du groupe Phoenix, originaires du Chesnay, se sont rencontrés au lycée Hoche de Versailles.
- Till Fechner, artiste lyrique international, est né le 13 mars 1963 à Versailles.
- Georges Mathieu, né en 1890 à Versailles, professeur à la Faculté des lettres de Paris.
- Mehdi Lacen, footballeur franco-algérien est né à Versailles
- Issa Doumbia, né en 1982 à Versailles, acteur et humoriste.
- Maxime Aulio, compositeur, vit à Versailles.
- Maïssa Gargouri, née en 1984 à Versailles, auteur de bande dessinée.
- Kévin Réza, né en 1988 à Versailles, coureur cycliste chez Europcar.

Versailles est ainsi un berceau d'artistes emblématiques du courant musical « French touch » (Air, Phoenix, Tacteel[réf. nécessaire], Étienne de Crécy, Alex Gopher, Orgasmic (groupe TTC)[réf. nécessaire], Saint-Michel).

## Personnalité des médias
- Alain Gillot-Pétré (1950-1999), un journaliste et présentateur météo à la télévision.
- Laurence Boccolini (née en 1963 à Versailles), animatrice française de radio et télévision.
- Ophélie Meunier (née en 1987 à Versailles), mannequin et journaliste.
- Julie Andrieu (née à Paris en 1974) , elle vit à Versailles depuis 2018 , http://www.leparisien.fr/yvelines-78/versailles-illumine-pour-la-premiere-fois-sa-place-d-armes-29-11-2018-7957545.php , présentatrice de télévision.

## Scientifiques, architectes et entrepreneurs
- Jean-Baptiste de La Quintinie (1624-1688), jardinier et agronome français, créateur entre autres du potager du roi.
- Charles-Michel de L'Épée, dit l’abbé de l'Épée (1712-1789), qui est à l'origine de la recherche d'un langage de signes pour les personnes atteintes de surdité, est né à Versailles.
- André Michaux (1746-1802), botaniste et explorateur français.
- Richard Glot, entrepreneur, manufacturier de la faïencerie de Sceaux, ancien maire de Sceaux, mort à Versailles le 27 septembre 1820.
- Vincent Charlemagne Pluchet, né le 30 juin 1774 à Bois d'Arcy et mort le 1er avril 1837 à Versailles. Il a été maire de la commune de Trappes en 1812. Il est l'inventeur en 1829 d'une charrue qui porte son nom[13].

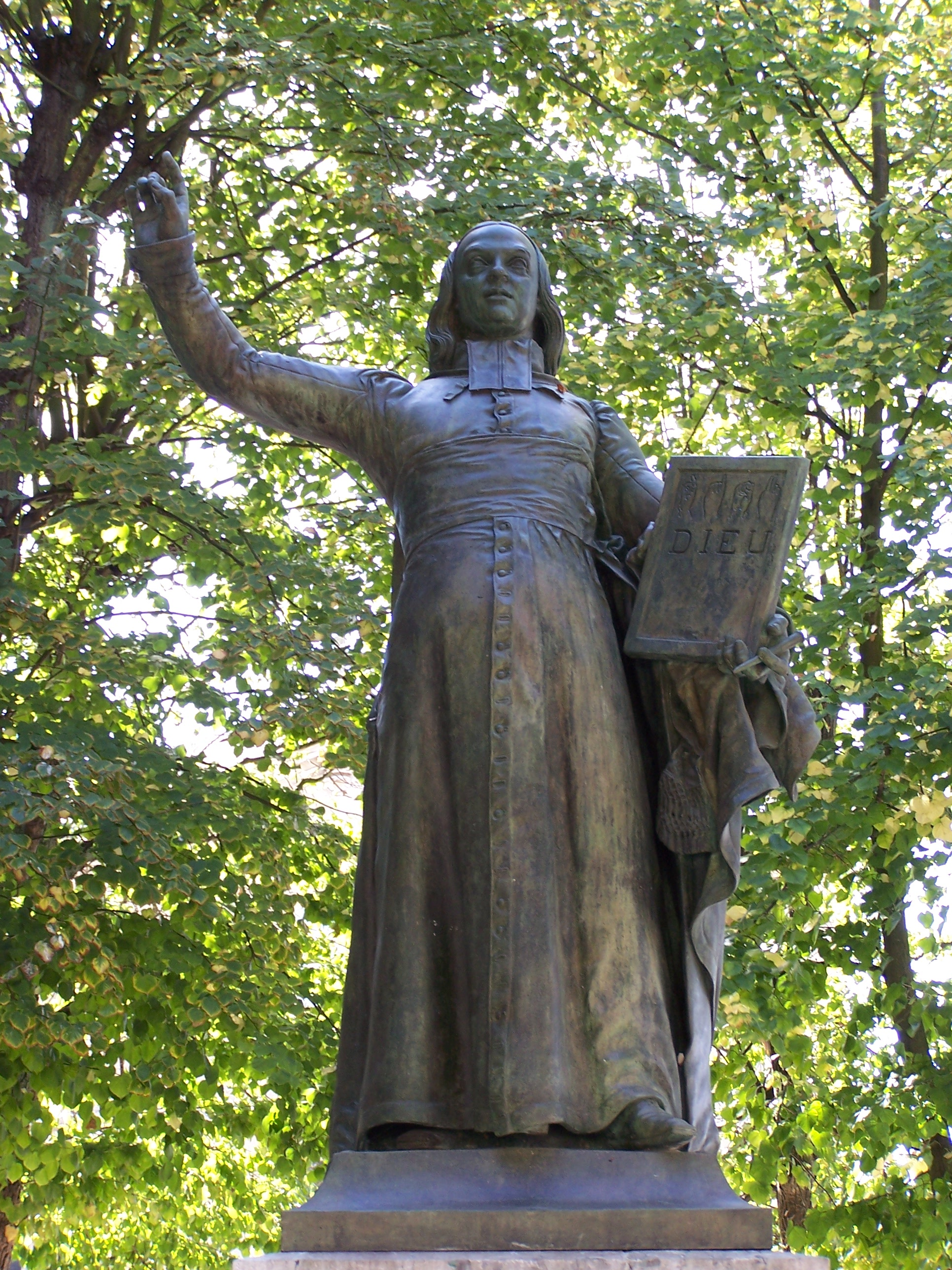
L'Abbé de l'Épée, statue à Versailles, œuvre de Michaut.

- Ferdinand de Lesseps (1805-1894), diplomate et entrepreneur français, est né à Versailles.
- Richard Dasset (1810-1896), responsable de la restauration des œuvres de la Chapelle du château au cours des années 1862-1868, est né à Versailles. Il devint par la suite conservateur du musée national des beaux arts de Stockholm.
- Alfred Chauchard (1821-1909), fondateur des Grands Magasins du Louvre, fit don à ses employés en 1902 des cent cinq lots du « parc Chauchard » lotis dans l'ancien parc du pavillon de musique de Madame (quartier de Montreuil)[15].
- James Hazen Hyde (1876-1959), homme d'affaires, bibliophile et mécène américain.
- Léon Saxer (1886-1970), architecte français, est né à Versailles.
- Albert Ducrocq (né en 1921), journaliste scientifique, est né à Versailles.
- Pierre Parat (né en 1928), architecte français, est né à Versailles.
- Daniel Kahane (né en 1938), architecte français, est né à Versailles.
- Philippe J. Dubois (né en 1955), ornithologue, écologue et éditeur scientifique, est né à Versailles.
- Agnès Troublé (née en 1941), fondatrice de la marque agnès b. est née à Versailles